# Clerodendrum lecomtei
Clerodendrum lecomtei là một loài thực vật có hoa trong họ Hoa môi. Loài này được Dop mô tả khoa học đầu tiên năm 1920.